# Боровіна (Любуське воєводство)
Боровіна (пол. Borowina, нім. Hartau) — село в Польщі, у гміні Шпротава Жаґанського повіту Любуського воєводства.
Населення — 310 осіб (2011).
У 1975-1998 роках село належало до Зеленогурського воєводства.

## Демографія
Демографічна структура станом на 31 березня 2011 року:
|          | Загалом | Допрацездатний вік | Працездатний вік | Постпрацездатний вік |
| -------- | ------- | ------------------ | ---------------- | -------------------- |
| Чоловіки | 148     | 31                 | 102              | 15                   |
| Жінки    | 162     | 33                 | 86               | 43                   |
| Разом    | 310     | 64                 | 188              | 58                   |